# لوحات تسجيل المركبات في جزيرة عيد الميلاد

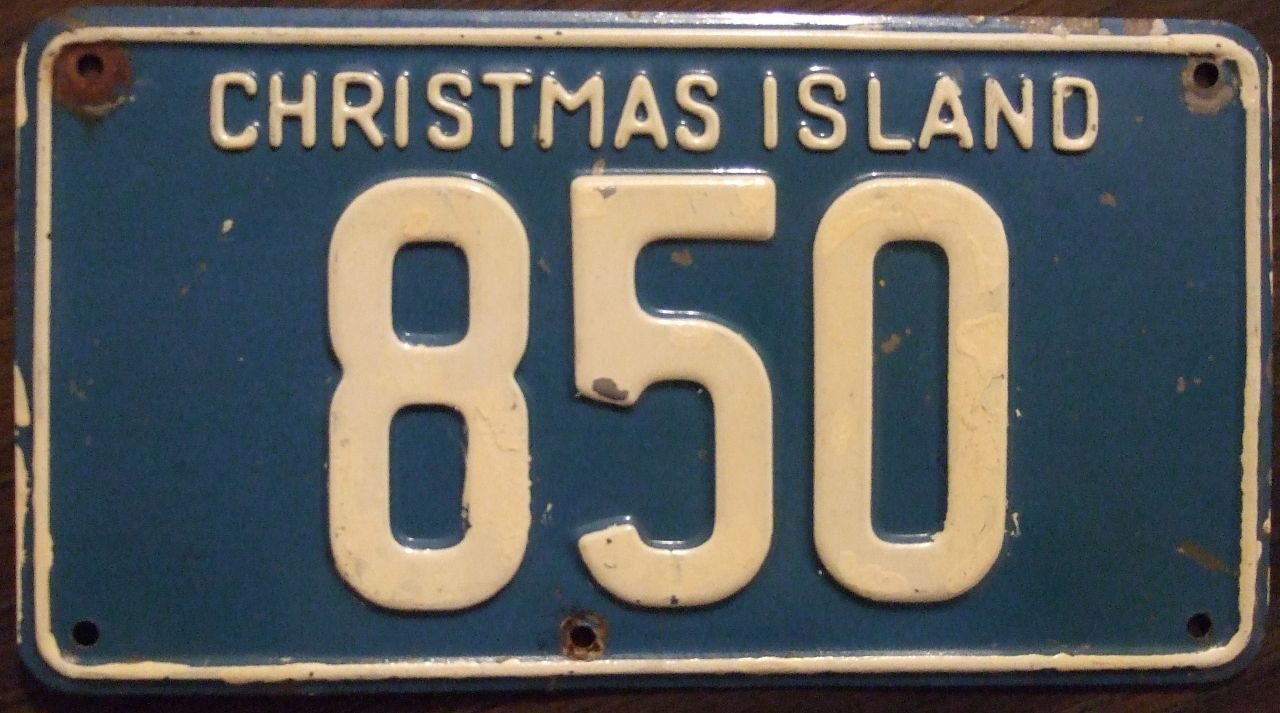
صورة لإحدى لوحات جزيرة عيد الميلاد تحمل الرقم 850.

لوحات تسجيل المركبات في جزيرة عيد الميلاد بدأ إصدارها في عام 1972م. لوحات الحالية هي معيار الأسترالي 372 ملم × 134 ملم، وبدأت السلسلة الحالية في عام 2003م.